# Виракача
Виракача (исп. Viracachá) — небольшой город и муниципалитет в центральной части Колумбии, на территории департамента Бояка. Входит в состав провинции Маркес.

## История
Поселение, из которого позднее вырос город, было основано в 1556 году. Муниципалитет Виракача был выделен в отдельную административную единицу в 1787 году/

## Географическое положение

Муниципалитет Виракача

Город расположен в центральной части департамента, в гористой местности Восточной Кордильеры, на расстоянии приблизительно 11 километров к юго-востоку от города Тунха, административного центра департамента. Абсолютная высота — 2548 метров над уровнем моря.
Муниципалитет Виракача граничит на севере с территорией муниципалитета Сьячоке, на востоке — с муниципалитетом Рондон, на юге — с муниципалитетом Сьенега, на западе — с муниципалитетом Сорака. Площадь муниципалитета составляет 68 км².

## Население
По данным Национального административного департамента статистики Колумбии, совокупная численность населения города и муниципалитета в 2015 году составляла 3222 человека.
Динамика численности населения муниципалитета по годам:
| 2005 | 2006 | 2007 | 2008 | 2009 | 2010 | 2011 | 2012 | 2013 | 2014 | 2015 |
| ---- | ---- | ---- | ---- | ---- | ---- | ---- | ---- | ---- | ---- | ---- |
| 3477 | 3451 | 3434 | 3401 | 3385 | 3364 | 3327 | 3298 | 3278 | 3251 | 3222 |

Согласно данным переписи 2005 года мужчины составляли 52,8 % от населения Виракачи, женщины — соответственно 47,2 %. В расовом отношении белые и метисы составляли 99,9 % от населения города; негры, мулаты и райсальцы — 0,1 %.
Уровень грамотности среди всего населения составлял 88,1 %.

## Экономика
55,7 % от общего числа городских и муниципальных предприятий составляют предприятия торговой сферы, 33 % — предприятия сферы обслуживания, 10,3 % — промышленные предприятия, 1 % — предприятия иных отраслей экономики.